# مارجيري ألينغهام
مارجيري ألينغهام (بالإنجليزية: Margery Allingham)‏ (20 مايو 1904 في المملكة المتحدة - 30 يونيو 1966، كولشيستر في المملكة المتحدة)؛ كاتِبة وروائية بريطانية.

## روابط خارجية
- مارجيري ألينغهام على موقع IMDb (الإنجليزية)
- مارجيري ألينغهام على موقع الموسوعة البريطانية (الإنجليزية)
- مارجيري ألينغهام على موقع ميوزك برينز (الإنجليزية)
- مارجيري ألينغهام على موقع إن إن دي بي (الإنجليزية)
- مارجيري ألينغهام على موقع قاعدة بيانات الفيلم (الإنجليزية)